# Gli occhi del mondo
Gli occhi del mondo è il secondo album in studio del cantautore italiano Vittorio De Scalzi, pubblicato il 17 maggio 2011 dalla Aereostella.

## Tracce
Testi di Riccardo Mannerini e Marco Ongaro, eccetto dove indicato, musiche di Vittorio De Scalzi.
1. Il ritorno – 4:43
2. Gionata Orsielli – 3:46
3. Senza una voce – 5:04
4. Isabella Eggleston – 3:44
5. Serial killer – 4:10 (testo: Riccardo Mannerini, Vittorio De Scalzi)
6. Tante gocce – 3:36
7. L'ultimo altare – 4:13
8. La corte – 3:21
9. Sera sul mare – 4:03
10. Martina di marzo – 2:45 (testo: Riccardo Mannerini, Vittorio De Scalzi)
11. 12 pescatori – 2:45
12. Gli occhi del mondo – 3:30
13. Il ritorno (version 2) – 4:27